# سفيتلانا لوبودا
سفيتلانا سيرهيفنا لوبودا (الأوكرانية: Світлана Сергіївна Лобода ؛ من مواليد 18 أكتوبر 1982) والمعروفة أيضًا باسم المرحلة لوبودا، هي مغنية وملحنة أوكرانية مثلت لوبودا أوكرانيا في مسابقة الأغنية الأوروبية 2009 وحلت في المركز الثاني عشر برصيد 76 نقطة.